# Castilleja venusta
Castilleja venusta är en snyltrotsväxtart som beskrevs av J. Rzedowski. Castilleja venusta ingår i släktet målarborstar, och familjen snyltrotsväxter. Inga underarter finns listade i Catalogue of Life.